# Нонаселенид диниобия
Нонаселенид диниобия — бинарное неорганическое соединение
ниобия и селена
с формулой Nb2Se9,
кристаллы.

## Получение
- Сплавление стехиометрических количеств чистых веществ:

{\displaystyle {\mathsf {2Nb+9Se\ {\xrightarrow {500-600^{o}C}}\ Nb_{2}Se_{3}}}}

## Физические свойства
Нонаселенид диниобия образует кристаллы
триклинной сингонии,
пространственная группа P 1,
параметры ячейки a = 0,81823 нм, b = 0,83230 нм, c = 1,3084 нм, α = 120,893°, β = 124,017°, γ = 92,274°, Z = 2
 .